# C.F. Holm
|  | For bronzestøberen med samme navn, se Carl Frederik Holm |
Carl Frederik Holm (født 8. juli 1806 i Helsingør, død 27. november 1882 sammesteds) var en dansk kontorchef og toldkasserer. Han blev valgt til Folketinget ved et suppleringsvalg i 1851 i Holbæk Amts 5. valgkreds (Nykøbing Sjælland-kredsen) efter Nikolaj Andresens mandatnedlæggelse. Han indtrådte i Folketinget 20. juni 1851 og genopstillede ikke ved folketingsvalget 1852.